# TenneT
TenneT is een Nederlands-Duitse transmissienetbeheerder. De bedrijven van de holding houden zich bezig met elektriciteitstransport en balanshandhaving tussen vraag en aanbod van elektriciteit. TenneT is de aangewezen netbeheerder van het landelijke hoogspanningsnet in Nederland en van het hoogspanningsnet in een deel van Duitsland, door de overname van het transportnetwerk van E.ON in Duitsland. Dit zijn gereguleerde taken, die plaatsvinden binnen de kaders van de Nederlandse en Duitse wet- en regelgeving. Daarnaast ontplooit het bedrijf ook enkele niet-gereguleerde en deels commerciële activiteiten. De Nederlandse Staat, vertegenwoordigd door het Ministerie van Financiën, is 100% aandeelhouder van TenneT in Nederland.
In Nederland telt TenneT TSO B.V. zo'n 1350 medewerkers en heeft een vestiging in Arnhem met regiokantoren in Hoogeveen, Gouda en Weert. In Duitsland telt TenneT TSO GmbH ongeveer 1700 medewerkers en is gevestigd in Bayreuth met regiokantoren in Bamberg, Dachau en Lehrte.
De tegenhanger inzake gastransport in Nederland is N.V. Nederlandse Gasunie.

## Geschiedenis

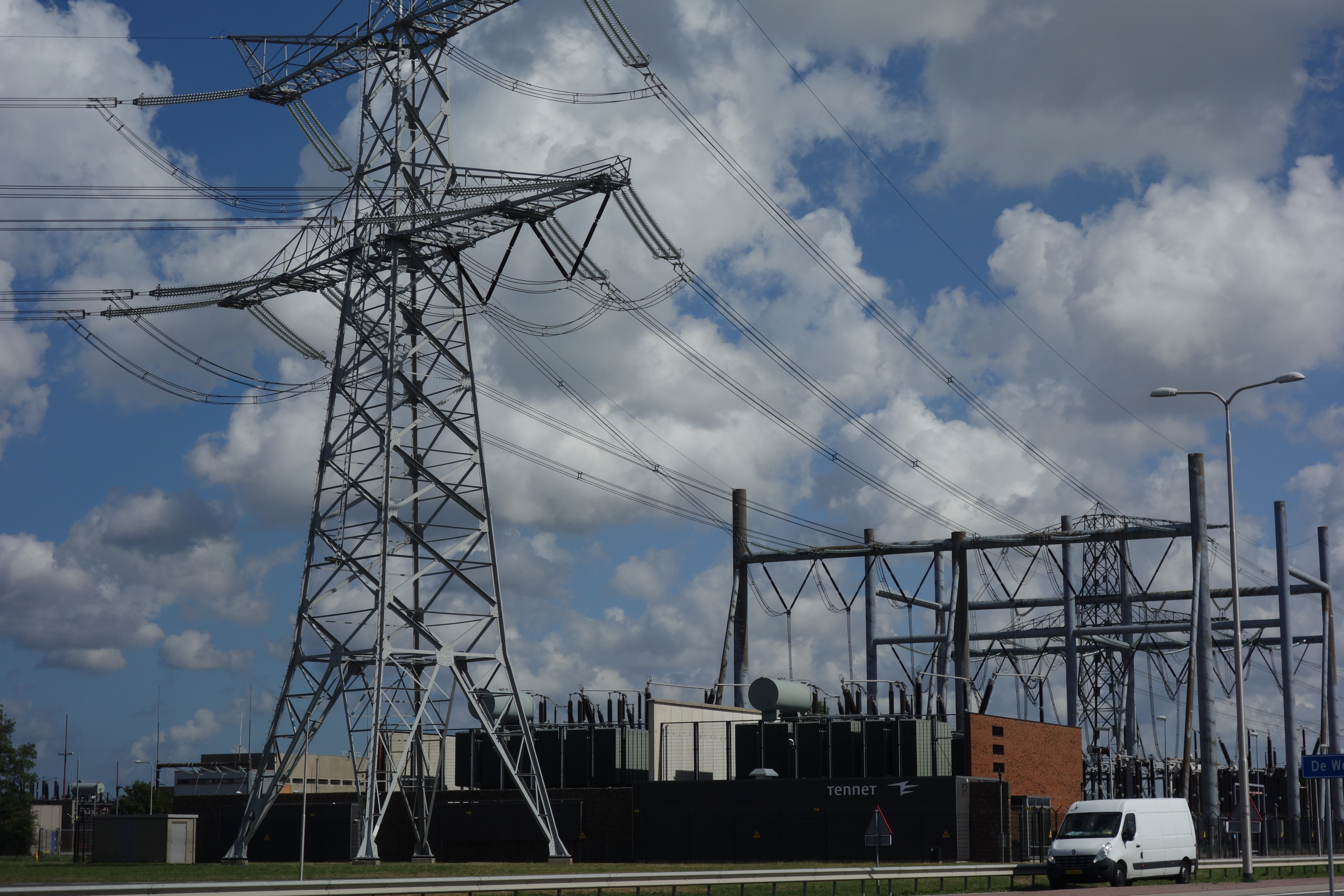
TenneT in het Westland

De energiebedrijven in Nederland verenigden zich in 1949 voor productie en netbeheer in de N.V. Samenwerkende Elektriciteits-Produktiebedrijven, kortweg SEP. De samenwerking richtte zich in eerste instantie voornamelijk op de onderlinge koppeling. Hierdoor konden centrales op elkaar terugvallen bij storingen. SEP kreeg het landelijke koppelnet onder beheer en bepaalde de economisch optimale inzet van de centrales. SEP is, voor wat betreft het netbeheer, de voorloper van TenneT.
TenneT Transmission System Operator B.V. ontstond in 1998. De Elektriciteitswet uit 1998 wees TenneT aan als de onafhankelijke beheerder van het landelijk transportnet voor elektriciteitsverkeer in Nederland. In december 2003 nam TenneT regionaal netbeheerder B.V. Transportnet Zuid-Holland (TZH) over, die het 150 kV-net in Zuid-Holland in eigendom had en beheerde. Hiermee zette TenneT de eerste stap om alle transportnetten in Nederland in beheer en/of eigendom te krijgen.
Nederland kende lange tijd geïntegreerde nutsbedrijven; deze zijn actief in de hele keten van elektriciteitsproductie tot aflevering bij de klant. In 2006 werd de Wet Onafhankelijk Netbeheer (WON, ook wel de Splitsingswet genoemd) ingevoerd. Deze wet verplichtte de geïntegreerde nutsbedrijven de activiteiten te splitsen in drie aparte onderdelen, voor: productie, transmissie en distributie. Het belang van transmissie is zo groot dat de overheid TenneT verantwoordelijk maakte voor het beheer van het hoogspanningsnet, ofwel alle netten van 110 kV (kilovolt) en hoger.
Het opsplitsen van de nutsbedrijven kostte tijd. Het beheer van de netwerken ging eerder over naar TenneT dan de eigendom. In 2009 maakte TenneT de volgende kooptransacties bekend:
- TenneT kocht in maart 2009 van Enexis, voorheen Essent Netwerk, het regionale hoogspanningsnet van 150 en 110 kV. Dit netwerk heeft een lengte van 3000 kilometer in de provincies Groningen, Drenthe, Overijssel, Flevoland, Noord-Brabant en Limburg.
- Het Zeeuwse hoogspanningsnet van 150 kV en 380 kV werd in juni 2009 van Delta aangekocht en
- in juni 2009 ook het Liander-netwerk, dat 1800 kilometer telt.
- Het netwerk van Stedin werd al door TenneT beheerd. TenneT sloot in april 2011 de integratie van de 150 kV-transportnetten af met de integratie van het Stedin-net. Het Stedin netwerk 150 kV kwam in 2015 volledig in handen van TenneT.[3]

### Overname Transpower in Duitsland

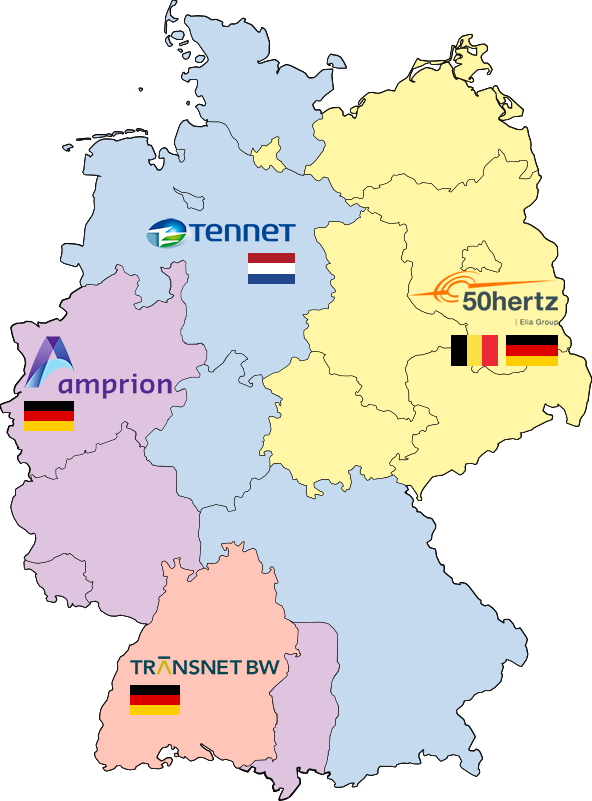
Het Duitse net van TenneT, 50Hertz, Amprion en TransnetBW

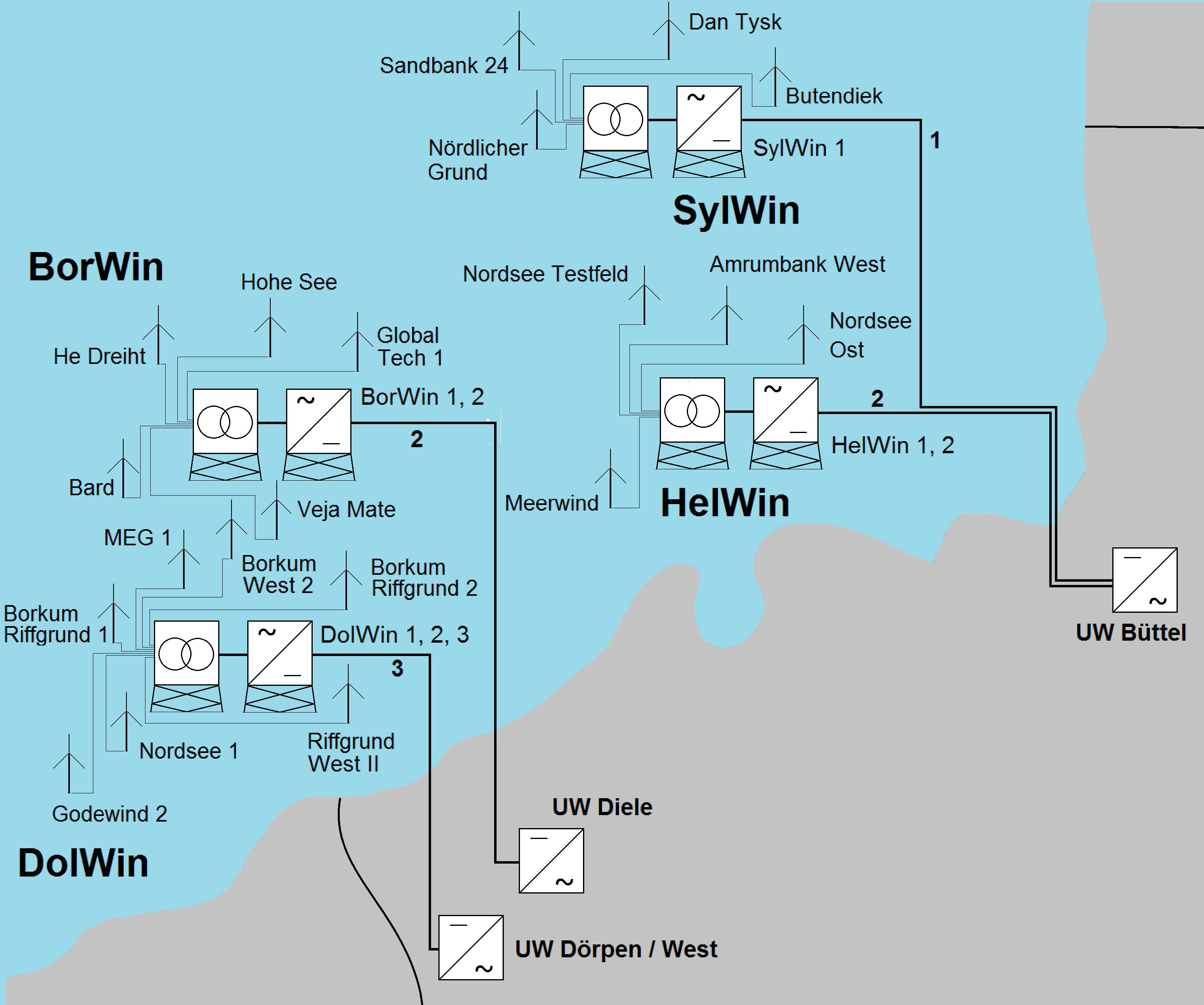
Windparken voor de Duitse kust

Op 10 november 2009 werd bekend dat TenneT voor 885 miljoen euro het elektriciteitsnet van het Duitse energiebedrijf E.ON (transpower stromübertragungs GmbH) over wil nemen. TenneT wordt hierdoor de eerste grensoverschrijdende netbeheerder in Europa. E.ON was door concurrentieregels van de mededingingsautoriteiten Europese Commissie genoodzaakt om het bedrijf in productie- en leveringstak op te splitsen. Het Transpower hoogspanningsnet van 220 kV en 380 kV heeft een lengte van 11.000 kilometer en er werken ongeveer 725 mensen. Op 4 februari 2010 heeft de onderneming goedkeuring gekregen van de Europese Commissie voor de overname; TenneT wordt met terugwerkende kracht per 1 januari 2010 eigenaar van Transpower. Met deze overname verdubbelde de bedrijfsomvang van TenneT.
In juni 2024 werd bekend dat Duitsland het netwerk van TenneT in het land niet gaat overnemen. Over de verkoop van TenneT Duitsland werd al ruim een jaar intensief onderhandeld tussen TenneT en de Kreditanstalt für Wiederaufbau (KfW). De begrotingsproblematiek in Duitsland is de reden voor het afbreken van de discussie. TenneT staat voor hoge investeringen om het hoogspanningsnetwerk uit te breiden, voor Duitsland is dit zo'n € 18 miljard en voor Nederland € 13 miljard. De Nederlandse regering zag de verkoop wel zitten, mede vanwege de hoge investeringen in het Duitse netwerk. TenneT moet veel van dit geld lenen en de Nederlandse staat is de enige aandeelhouder in TenneT en wil de financiële risico's daarvan niet dragen. TenneT zelf wil de Duitse activiteiten behouden.

## Transportnetten Nederland
In Nederland wordt het hoogspanningsnet, dat zijn alle kabels (ondergronds) en lijnen (bovengronds) van 110 kV en hoger, vanaf 1 januari 2008 door TenneT beheerd. Initieel heeft TenneT nog niet al deze netwerken in eigendom, maar in 2009 wordt een aantal belangrijke aankopen gedaan. De juridische eigendom van de 220 en 380 kV-net transportnetten berustte bij Saranne tot 16 januari 2007. TenneT heeft na die datum de aandelen van Saranne BV overgenomen van de Staat. Naast TenneT als landelijk netbeheerder, is er een aantal grote regionale beheerders actief voor het net onder de 150 kV. Dit zijn Enduris, Rendo, Stedin, Enexis en Liander.
TenneT is in 2004 in Nederland begonnen met een aanzienlijke uitbreiding van het netwerk. Het project Randstad 380 kV beoogt een nieuwe ring in het landelijk koppelnet aan te brengen in de Randstad. In het zuiden, noorden en oosten van Nederland vinden soortgelijke projecten plaats: Zuid-West 380 kV, Noord-West 380 kV en Doetinchem-Wesel 380 kV. De 57 kilometer lange verbinding tussen Doetinchem en Wesel kwam in 2018 in bedrijf.
Tegen de aanleg van nieuwe hoogspanningsmasten worden vaak bezwaren van omwonenden aangetekend. De bezwaren zijn in drie categorieën te verdelen, namelijk: (1) gezondheidsrisico's, zoals de omvang van de magneetveldzone; (2) aantasting van het landschap en natuur, waaronder het gevaar dat vogels botsen met lijnen of masten en (3) belemmering van de bedrijfsvoering van de grondeigenaren waar masten komen te staan of kabels worden ingegraven.

## Net op zee
TenneT is in Duitsland en Nederland ook verantwoordelijke voor het transport van elektriciteit van offshore windparken naar het vasteland. TenneT heeft hiervoor een tiental offshoreconversieplatforms geplaatst of in bestelling.
De Duitse regering besloot in maart 2011, na de ramp met de kerncentrale Fukushima in Japan, de productie van kernenergie te staken, de zogenaamde Atomausstieg. Het verlies aan elektriciteit moet door duurzame energiebronnen worden gecompenseerd, waaronder windenergie op zee. TenneT, en andere Duitse netbeheerders, moeten hierop de netwerken aanpassen om voldoende elektriciteit te transporteren naar de gebieden waar de opwekking van kernenergie is stopgezet. TenneT is wettelijk verplicht om Duitse offshore windparken op het net aan te sluiten.
Het eerste platform, Alpha Ventus, kwam al in 2009 in bedrijf met een maximale capaciteit van 60 megawatt (MW) vermogen opgewekt door wisselspanning. Voor grotere vermogens en langere afstanden is gelijkstroom opgewekt door gelijkspanning beter omdat de transmissieverliezen veel lager zijn.

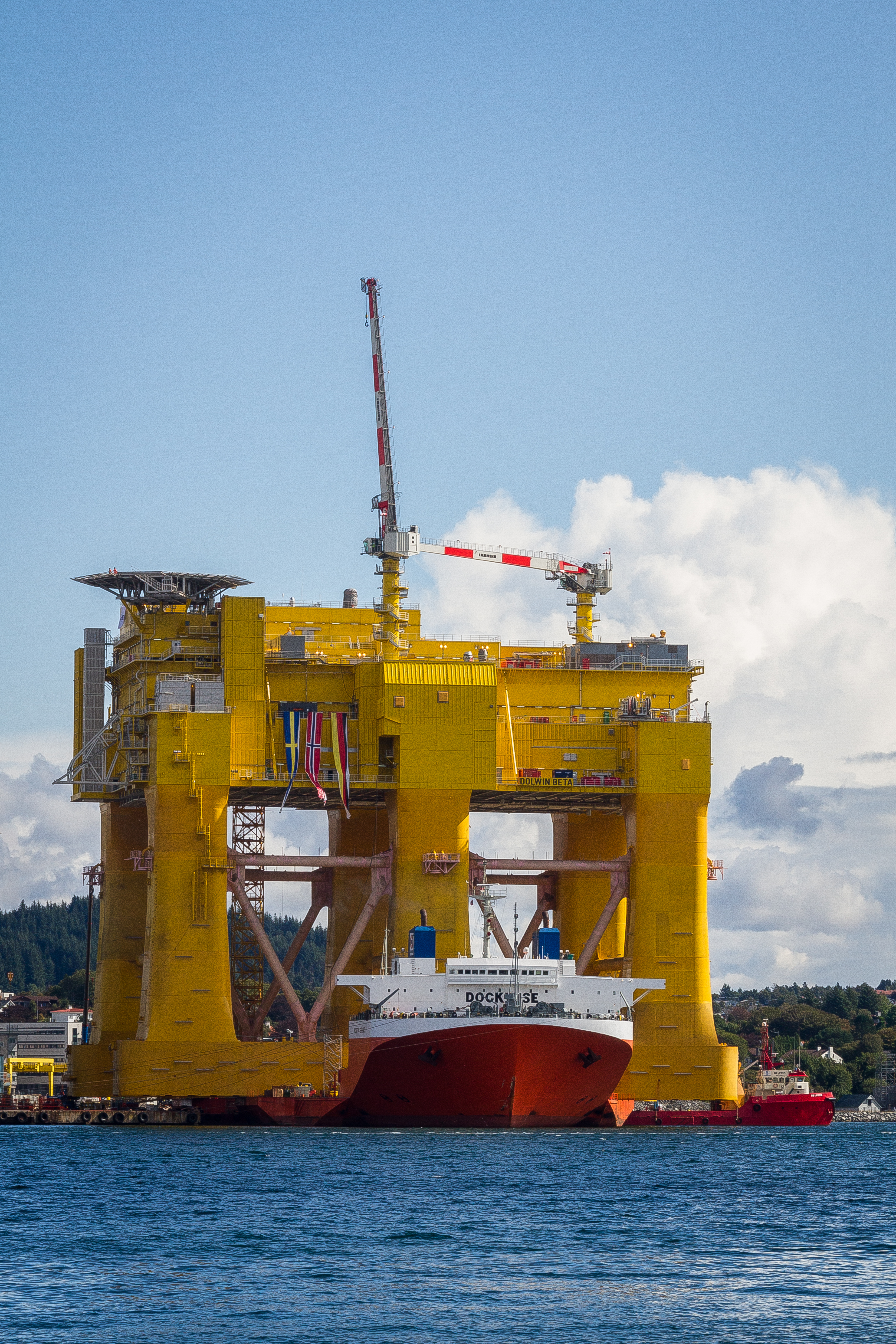
HVDC-platform DolWin2 / DolWin beta nog op een schip van Dockwise

De technologie van hoogspanningsgelijkstroom HVDC, van  High Voltage Direct Current, wordt vooral bij zeekabels al op grote schaal toegepast. De conversiestations staan dan op het vasteland, maar bij de aansluiting van offshore windparken staat een van de twee conversiestations in zee. TenneT had in 2013 twee HVDC-platforms in het Duitse deel van de Noordzee staan. BorWin alpha heeft een capaciteit van 400 MW en is sinds 2010 in bedrijf. De tweede installatie, DolWin alpha, is in augustus 2013 geïnstalleerd. Dit platform is 62 meter lang, 42 m breed en 42 m hoog en weegt 9300 ton. DolWin alpha heeft een maximale transmissiecapaciteit van 800 MW en was daarmee het grootste offshore-HVDC-platform ter wereld bij de installatie. In augustus 2015 volgde platform DolWin2, met een capaciteit van 916 MW nam deze het record over van DolWin alpha. Met DolWin2 had TenneT een totaal vermogen om 4300 MW aan windenergie om te zetten in gelijkstroom. In 2015 werden ook HelWin1 (576 MW) en SylWin1 (864 MW) met het hoogspanningsnet op het land verbonden. SylWin1 is het grootste en wereldwijd het verst gelegen windpark op zee. Een zeekabel van 160 kilometer verbindt het SylWin1 windpark met het convertorstation in Büttel in de deelstaat Sleeswijk-Holstein. Deze parken maken onderdeel uit van het Duitse plan om voor 2020 zo'n 6500 MW aan windenergie op te wekken.
Minister Henk Kamp maakte in 2014 bekend dat het beheer van de Nederlandse windparken op zee bij TenneT komt. Volgens Kamp is dit efficiënter en levert het besluit over 15 jaar een besparing op van drie miljard euro. Voor dit besluit waren de bouwers van windmolens nog verantwoordelijk voor het transport naar het land, maar Nederland past zich hiermee aan de rest van Europa. Voor het Nederlandse Windpark Borssele heeft TenneT in 2019 en 2020 twee platforms geïnstalleerd elk met een capaciteit van 700 MW.

## Internationale zeekabels
TenneT heeft internationaal vier belangrijke projecten, waarvan er twee zijn afgerond. In mei 2008 is er een verbinding naar Noorwegen opgeleverd, de NorNed-kabel. De zeekabel naar Engeland (BritNed-kabel) is in april 2011 in gebruik genomen. Met de aanleg van deze 260 kilometer lange verbinding was in 2008 gestart. Met het Deense Energinet.dk wordt een vergelijkbare zeekabel naar Denemarken, de COBRA-kabel, aangelegd. Het besluit  viel in september 2014 en deze kabel is september 2019 in productie genomen.
TenneT en de Noorse netbeheerder Statnett zijn sinds 2010 in gesprek over de aanleg van een nieuwe onderzeese elektriciteitsverbinding tussen Duitsland en Noorwegen. In december 2012 werd de overeenkomst getekend waarna de investeringsbeslissing voor de aanleg van de NorGer-kabel in 2014 genomen is. Naar verwachting zal deze verbinding vanaf 2018 in gebruik kunnen worden genomen. TenneT zal een belang van 25% krijgen in dit project.

## Samenwerking Europese transmissienetbeheerders
42 netbeheerders uit Europa hebben in 2008 afgesproken de samenwerking te intensiveren. Een nieuwe organisatie is opgericht met de naam ENTSO-E (Europees netwerk van transmissiesysteembeheerders voor elektriciteit). De organisatie heeft als doel de integratie van de Europese elektriciteitsmarkt te bevorderen. TenneT neemt hier ook aan deel.

## Regulering van TenneT
Bij de wet geregeld, is TenneT een monopolist en beheert als enige het Nederlandse net van 110 kV en hoger. Voor de vaststelling van haar tarieven, bestaat de Autoriteit Consument en Markt ofwel de ACM. Tussen toezichthouder en TenneT bestaat een spanningsveld. Voor de uitvoering van haar taak, wil TenneT een netwerk van hoge kwaliteit en met voldoende capaciteit. De ACM Energiekamer toetst, onder andere, de investeringsvoorstellen op noodzaak en de organisatie van TenneT op efficiëntie. Er is overleg tussen beide partijen, maar het is de toezichthouder die beslist over de tarieven die TenneT in rekening mag brengen. Deze structuur is in Europa niet uniek; onder andere Italië, Spanje en het Verenigd Koninkrijk kennen vergelijkbare regelingen. Een belangrijk verschil met deze drie Europese landen is wel, dat de aandelen van de netbeheerders in private handen zijn; in Nederland is de Staat de enige aandeelhouder.
Voor de activiteiten van TenneT in Duitsland is de Bundesnetzagentur für Elektrizität, Gas, Telekommunikation, Post und Eisenbahnen (BNetzA) de toezichthouder die de concurrentie in de zogeheten netmarkten bewaakt en bevordert.

## Financiële resultaten
De overname van de Nederlandse netwerken in 2009 heeft een sterke stijging van de omzet, balanstotaal en circuitlengte 150 kV tot gevolg. Het overname effect werd verder versterkt in 2010 toen de Duitse activiteiten werden meegenomen in de cijfers. Duitsland is veruit de belangrijkste markt en het land had in 2020 een aandeel van 75% in de totale omzet van TenneT.
Zie voor meer financiële en operationele gegevens van TenneT de onderstaande tabel.
| Omschrijving          | 2004 | 2005 | 2006 | 2007 | 2008 | 2009 | 2010 | 2011 | 2012   | 2013   | 2014   | 2015   | 2016   | 2017   | 2018   | 2019   | 2020   | 2021   |
| --------------------- | ---- | ---- | ---- | ---- | ---- | ---- | ---- | ---- | ------ | ------ | ------ | ------ | ------ | ------ | ------ | ------ | ------ | ------ |
| Omzet Netwerkbedrijf  | 414  | 418  | 401  | 399  | 460  | 547  | 1300 | 1525 | 1647   | 2243   | 2315   | 3290   | 3227   | 3948   | 4176   | 4048   | 4450   | 6367   |
| Nettowinst            | 65   | 68   | 49   | 55   | 52   | 72   | 76   | 200  | 180    | 357    | 418    | 681    | 523    | 531    | 443    | 401    | 516    | 493    |
| Uitgekeerd dividend   | 30   | 46   | 25   | 28   | 10   | 11   | 20   | 20   | 60     | 59     | 98     | 117    | 196    | 147    | 147    | 120    | 112    | 149    |
| Balanstotaal          | 2043 | 2971 | 2839 | 2913 | 2886 | 3570 | 7054 | 8570 | 10.055 | 11.563 | 13.645 | 14.425 | 17.649 | 19.237 | 20.676 | 22.973 | 26.806 | 31.200 |
| Circuitlengte (in km) |      |      |      |      |      |      |      |      |        |        | 20.858 | 22.245 | 22.573 | 22.857 | 22.862 | 23.555 | 23.866 | 24.518 |

In 2011 investeerde TenneT ruim € 900 miljoen in de netwerken. Gezien de grote investeringsuitgaven, met name in Duitsland, heeft de Nederlandse staat voor € 600 miljoen aandelen gekocht. De helft van deze nieuwe aandelen is in december 2011 geplaatst en de rest volgde in juni 2012. Tussen 2016 en 2020 investeerde TenneT gemiddeld zo'n € 2,5 miljard per jaar.
In december 2016 stemde de regering in met een tweede grote kapitaalinjectie van in totaal € 1190 miljoen. Het geld wordt ter beschikking gesteld in vier tranches verspreid over evenveel jaren. In maart 2017 ontving TenneT € 150 miljoen, in 2018 € 350 miljoen en in 2019 € 280 miljoen. De laatste en vierde tranche van € 410 miljoen wordt verstrekt in 2020 tenzij daar geen noodzaak voor bestaat. TenneT verwacht tot 2026 maximaal € 7 miljard te moeten investeren in Nederland, waarvan ongeveer een derde bestemd is voor het aansluiten van windparken op zee.

## Dochterondernemingen
- CertiQ: Geeft certificaten uit voor duurzaam opgewekte elektriciteit
- NLink International: Deze organisatie is opgericht voor het ontwikkelen en bouwen van internationale zeekabelverbindingen. NLink heeft een aandeel van 50% in BritNed interconnector tussen Nederland en het Verenigd Koninkrijk
- TenneT Zuid-Holland, voorheen B.V. Transportnet Zuid-Holland
- TSO-Auction: voormalig veilingbureau, van grenscapaciteit.
- Amsterdam Power Exchange: Groep van internationale beurzen voor de handel in elektriciteit en gas
- NOVEC: Een uit de voormalige Nozema ontstaan bedrijf dat onafhankelijke aanbieder is van antenne-opstelpunten voor telecom-operators door heel Nederland.[13]
- Relined Fiber Network: in 2003 opgericht als dochteronderneming van TenneT en ProRail om hun glasvezelnetwerk te beheren en de onbenutte capaciteit te vermarkten. Tegenwoordig volledig in handen van TenneT.[14] Exploiteert een dark fiber netwerk van ca. 50.000 kilometer in Nederland, Duitsland en Denemarken, waarop meer dan 120 carrier-neutrale datacenters (redundant) zijn aangesloten en beheert de glasvezelverbinding van de COBRA-kabel tussen Nederland en Denemarken.

## Websites
- (nl)  Officiële website
- (en)  Website Samenwerkingsverband Europese netbeheerders - entsoe.eu